# Helalia Johannes
Helalia Johannes (Helalia Lukeiko Johannes, aussi  appelée Hilaria Johannes), née le 13 août 1980 à Oshali, est une athlète namibienne spécialiste de la course sur longue distance et notamment de marathon. Elle enregistre dans ses performances plusieurs records namibiens : sur le 10 km, le 20 km, le demi marathon et le marathon. Elle représente son pays lors des Jeux olympiques de Pékin 2008, de Londres 2012, puis de Rio 2016 et remporte des médailles aux Championnats du monde, aux Jeux mondiaux militaires et aux Jeux africains, ainsi qu'aux jeux du Commonwealth.

## Biographie
Elle est née dans le village de Oshali dans la région Oshana. Elle  fait ses débuts internationaux aux Championnats du monde de cross-country 2005, à Saint-Galmier en France, où elle  termine 80e chez les femmes, sur la course longue (8,108 km). Elle remporte ensuite le semi-marathon des deux océans, au Cap à quatre reprises, en 2006, 2007, 2009 et 2011,.
2007 est une année charnière. Elle termine cinquième dans le semi-marathon de l'Universiade d'été de 2007, à Bangkok, en Thaïlande, et accomplit la même performance aux Jeux africains de 2007. Elle court également le Marathon de Dublin cette même année, et termine à la quatrième place, en 2 h 35 min 30 s.
Une performance de 2 h 33 min 06 s au marathon de Séoul, en mars 2008, la qualifie pour les Jeux olympiques d'été de 2008. Dans le marathon olympique elle se classe au quarantième rang, une de ses compatriotes, Beata Naigambo, née comme elle en 1980 se classant 28e. Beata Naigambo et elle se disputent constamment durant la deuxième partie des années 2000, les records nationaux sur le marathon, le reprenant alternativement l'une à l'autre. Helalia Johannes représente de nouveau son pays sur la scène mondiale en Championnats du monde d'athlétisme 2009, mais finit 56e avec un temps de 2 h 50 min 19 s. Elle rebondit au marathon de Dublin de 2008, en finissant deuxième. L'année suivante, elle réalise une de ses meilleures performances au niveau international, en étant 16e aux Championnats du monde de semi-marathon 2010.
Elle remporte l'édition 2011 du marathon de Dublin, battant à cette occasion son record personnel et le record namibien avec un temps de  2 h 30 min 37 s. Cette même année 2011, elle obtient deux médailles de bronze pour la Namibie, au marathon des Jeux mondiaux militaires 2011, puis dans le semi-marathon des Jeux africains 2011. Elle améliore encore son meilleur temps lors de l'édition 2012 du marathon de Vienne, en prenant la troisième place. Lors des Jeux Olympiques d'Été de 2012, elle le compresse encore de plus d'une minute et termine 12ème avec un nouveau record à 2:26:09 – un record namibien. Beata Naigambo finit au 38e rang de la même course olympique. Son troisième et dernier marathon en 2012 est encore à Dublin, une course qui lui est plutôt favorable mais elle ne termine cette année-là que sixième dans un temps de 2 h 35 min 01 s.
Au marathon de Tokyo 2013, elle finit en moins de deux heures et demie, en prenant la sixième place. Elle est choisie pour être à nouveau une des représentantes de la Namibie dans le marathon féminin aux championnats du monde d'athlétisme 2013, mais ne termine pas la course. Début 2014, elle court en 2 h 28 min 27 s, et obtient la troisième place au marathon de Séoul. Elle prend une année de congé en 2015 pour la naissance de son fils, puis revient à son meilleur niveau en 2016. Elle est cinquième au marathon de Vienne en avril 2016 en 2 h 35 min 56 s,  et est qualifiée pour les Jeux olympiques de 2016. Elle  y est l'une des quatre athlètes représentant la Namibie dans le marathon féminin, avec à nouveau sa compatriote  Beata Naigambo. Celle-ci termine 41e en 2 h 36 min 32 s et Johannes 56e en 2 h 39 min 55 s. Elle remporte ensuite le marathon de Dublin, une nouvelle fois,. Le 15 avril 2018, elle remporte la finale du marathon féminin lors des Jeux du Commonwealth, en un temps de 2 h 32 min 40 s, et termine nettement devant l'Australienne Lisa Weightman. En 2019, elle termine troisième du marathon des Championnats du monde d'athlétisme, au Qatar, derrière Ruth Chepngetich et Rose Chelimo. En décembre 2020, elle bat son propre record national de marathon en se classant troisième au marathon de Valence dans un temps de 2:19:52. Avec cette performance, la Namibie devient le troisième pays africain à franchir la barrière des 2:20 au marathon féminin après le Kenya et l'Éthiopiea. À 41 ans, presque 42 ans, elle obtient également la troisième place au classement féminin du marathon, aux Jeux du Commonwealth de 2022
.

## Palmarès
| Date | Compétition              | Lieu           | Résultat | Epreuve       | Temps           |
| ---- | ------------------------ | -------------- | -------- | ------------- | --------------- |
| 2007 | Jeux africains           | Alger          | 5e       | Semi-marathon | 1 h 15 min 27 s |
| 2007 | Universiade              | Bangkok        | 5e       | Semi-marathon | 1 h 16 min 55 s |
| 2008 | Jeux olympiques          | Pékin          | 40e      | Marathon      | 2 h 35 min 22 s |
| 2009 | Championnats du monde    | Berlin         | 55e      | Marathon      | 2 h 50 min 19 s |
| 2009 | Marathon de Dublin       | Dublin         | 2e       | Marathon      | 2 h 33 min 26 s |
| 2011 | Jeux africains           | Maputo         | 3e       | Semi-marathon | 1 h 11 min 12 s |
| 2011 | Jeux mondiaux militaires | Rio de Janeiro | 3e       | Marathon      | 2 h 37 min 15 s |
| 2011 | Marathon de Dublin       | Dublin         | 1re      | Marathon      | 2 h 30 min 35 s |
| 2012 | Marathon de Vienne       | Vienne         | 3e       | Marathon      | 2 h 27 min 20 s |
| 2012 | Jeux olympiques          | Londres        | 11e      | Marathon      | 2 h 26 min 49 s |
| 2013 | Championnats du monde    | Moscou         | —        | Marathon      | DNF             |
| 2014 | Marathon de Séoul        | Séoul          | 3e       | Marathon      | 2 h 28 min 27 s |
| 2014 | Jeux du Commonwealth     | Glasgow        | 5e       | Marathon      | 2 h 32 min 02 s |
| 2016 | Jeux olympiques          | Rio de Janeiro | 56e      | Marathon      | 2 h 39 min 55 s |
| 2016 | Marathon de Dublin       | Dublin         | 1re      | Marathon      | 2 h 32 min 32 s |
| 2017 | Championnats du monde    | Londres        | 19e      | Marathon      | 2 h 32 min 01 s |
| 2017 | Marathon du Cap          | Le Cap         | 2e       | Marathon      | 2 h 30 min 28 s |
| 2018 | Jeux du Commonwealth     | Gold Coast     | 1re      | Marathon      | 2 h 32 min 40 s |
| 2018 | Marathon du Cap          | Le Cap         | 1re      | Marathon      | 2 h 29 min 28 s |
| 2019 | Championnats du monde    | Doha           | 3e       | Marathon      | 2 h 34 min 15 s |
| 2019 | Jeux mondiaux militaires | Wuhan          | 1re      | 5 000 m       | 15 min 14 s 23  |
| 2021 | Jeux olympiques          | Tokyo          | 11e      | Marathon      | 2 h 31 min 22 s |
| 2022 | Jeux du Commonwealth     | Birmingham     | 3e       | Marathon      | 2 h 28 min 39 s |

## Records
| Épreuves      | Épreuves  | Temps               | Lieu          | Date            |
| ------------- | --------- | ------------------- | ------------- | --------------- |
| 5 000 m       | Plein air | 15 min 14 s 23 (NR) | Wuhan         | 24 octobre 2019 |
| 10 000 m      | Plein air | 34 min 00 s 90      | Potchefstroom | 10 mai 2014     |
| 10 kilomètres | Plein air | 30 min 59           | Durban        | 23 juin 2019    |
| Semi-marathon | Plein air | 1 h 08 min 10 (NR)  | Marugame      | 2 février 2020  |
| Marathon      | Plein air | 2 h 19 min 52 (NR)  | Valence       | 6 décembre 2020 |